# Malá Morávka
Malá Morávka là một làng thuộc huyện Bruntál, vùng Moravskoslezský, Cộng hòa Séc.